# Памяти памяти
«Памяти памяти. Романс» — философско-документальная книга поэта Марии Степановой, посвящённая восстановлению и исследованию её еврейско-русских семейных корней, каталогизации и осмыслению фамильного прошлого. Опубликована в 2017 г. под обложкой с изображением «замороженной Шарлотты».
Книга-эссе Степановой разделена на три части и 23 главы, рассказывающие о разборе семейного архива и о последующих путешествиях с целью восстановления родословной Гинзбургов — Фридманов — Гуревичей — Степановых. В первых двух частях главы чередуются с подлинными документами (эпистолярными, дневниковыми), описаниями фотографий и предметов повседневного обихода предков автора. Отдельные главы представляют собой культурологические эссе, в том числе посвящённые Рафаэлю Голдчейну, Франческе Вудмен, Шарлотте Соломон, Джозефу Корнеллу.
Подобно «Семейной хронике» Аксакова, книга Степановой порождена стремлением автора «спасти и сохранить, рассказать о своих родных, неприметных на фоне большой истории». При этом автор опирается не на отечественные традиции жанра, а на концепцию Марианны Хирш о постпамяти и на прецеденты многократно упоминаемых ею В. Г. Зебальда и О. Памука. Один из американцев, с которыми беседует автор, отмечает международную моду на «книги, когда автор путешествует по миру в поисках собственных корней». Рецензенты отмечали новизну такого подхода  для русской литературы, традиционно тяготеющей не к нон-фикшн, а к сюжетным романным структурам.
Книга «Памяти памяти» удостоилась восторженных отзывов литературной критики, премий «НОС» и «Большая книга». По итогам голосования, организованного премией «НОС», разделила лавры книги десятилетия (2009—2019) с «Метелью» В. Сорокина. В январе 2019 г. сообщалось, что книга Степановой переводится на 15 языков. Немецкий перевод Ольги Радецкой получил в 2020 г. премию «Мосты. Берлин» (нем. Brücke Berlin) как лучшая переводная книга года (премия делится напополам между автором и переводчиком). В 2021 году книга-эссе «Памяти памяти» вошла в «короткий список» Международной Букеровской премии.
- Николай Александров («Эхо Москвы»): «„Памяти памяти“ Марии Степановой — главная книга не только этого года, но последнего времени вообще. Это не просто ретроспективная проза, исследование истории семьи, собрание свидетельств и мемуаров, пытливое, рассматривание вещей и предметов, „археологические“ путешествия по местам с уцелевшими или разрушенными знаками прошлого. Это пытливое, утончённое исследование самой сути памяти, живой/мёртвой воды человеческого мышления вообще (ведь без памяти нет мысли), этой связи миров, этой призрачной надежды на безбожественное бессмертие, этого вселенского груза, обрушивающегося на человека от рождения. О фантастическом языке, умной композиции, непростом устройстве текста, смысловой и цитатной насыщенности книги Степановой я и не говорю.»[11].
- Игорь Кириенков («Афиша»): «Степанова пишет сегодня на русском языке как никто. Замечательная плотность фразы, мастерское переключение повествовательных скоростей в пределах предложения, абзаца, главы, музыкальная, в конце концов, организация всего текста — мы отвыкли, что у отечественной прозы может быть „обоняние как у оленя“ и „осязание как у нетопыря“. Одна эта беспримерная языковая пластика сделала бы книгу событием»[12].
- Варвара Бабицкая («Коммерсантъ»): «„Памяти памяти“ — шкатулка с драгоценностями, которые можно перебирать долго и с любого места: коллекция мыслей, которые можно додумывать в любом историческом и эстетическом направлении, коллаж фактов, каждый из которых обретает смысл только в связи с другими. Степанова обращается с мировой культурой непринуждённо, отказываясь от той добровольной самоизоляции, которую чаще всего выбирает современная русская литература. Степанова создаёт густое плетение цитат, не трудится давать ссылки, не растолковывает, приводит стихотворение Одена без перевода, не оправдывается за перевес культурного багажа.»[13].
- Лев Оборин (Meduza): «Лучшая русская проза года (да, возможно, и не только этого) появилась из естественного желания, пронесённого через всю жизнь: спасти и сохранить, рассказать о своих родных, неприметных на фоне большой истории. <…> Марианна Хирш называет язык разговора о памяти, который сложился сейчас, постпамятью. Это слово хронологически предшествует „постправде“ — оба слова констатируют, что с живым феноменом, без приставки „пост-“, нам уже не придётся иметь дела. Само название „Памяти памяти“ говорит о жанре некролога.»[1].
- Дмитрий Быков: «Когда я читаю, что ничего подобного никогда не было, что это главная книга десятилетия, это мне кажется завышенной, оскорбительно завышенной оценкой. Книги Степановой достаточно хороши для того, чтобы их не преувеличивать. Мне кажется, что такие европейского жанра, начавшиеся, конечно, с Зебальда, романы-странствия, романы-родословные, романы-воспоминания, романы-эссе, — это очень хорошо, но это скучно мне, честно говоря. У Степановой это интереснее ещё потому, что более или менее привычная московская среда. Но мне кажется, есть книги более интересные, более увлекательные.»[14].